# Alyssum caliacrae
Alyssum caliacrae là một loài thực vật có hoa trong họ Cải. Loài này được Nyár. mô tả khoa học đầu tiên năm 1926 publ. 1927.